# Lassie und die Goldgräber
Lassie und die Goldgräber ist ein US-amerikanischer Spielfilm aus dem Jahr 1951 mit dem Filmhund Lassie als Hauptfigur. Der Film basiert auf dem Roman Shep of the Painted Hills von Alexander Hull.

## Handlung
Goldgräber Jonathan Harvey lebt mit seiner Collie-Hündin Shep in den Bergen. Als er auf Gold stößt, will er seinen Freund Frank Blake benachrichtigen, erfährt jedoch von Taylor, einem Bekannten von Frank und seiner Familie, dass dieser kurz vorher an einer Lungenentzündung gestorben ist. Jonathan besucht die Witwe und schenkt ihrem Sohn Tommie Shep zu Weihnachten.
Als Shep jedoch vor Sehnsucht erkrankt, bringen Tommie und Taylor den Hund zu Jonathan zurück. Jonathan erzählt Taylor von seinen zwischenzeitlichen Goldfunden; gemeinsam suchen sie flussaufwärts nach der Goldader. Taylor wird aus Angst davor, jemand könnte ihnen den Goldfund streitig machen, immer nervöser und reagiert daher auch misstrauisch auf den Besuch von Jonathans Freund, des Pfarrers Pilot Pete. Jonathan hingegen vermutet den Grund für Taylors Nervosität darin, dass ihm vom gefundenen Gold nur ein Viertel zusteht. Während Jonathan Tommie losschickt, damit dieser mit Hilfe seiner Mutter den Claim anmeldet, findet Taylor an einem Felsvorsprung die Goldader. Dort stößt Taylor Jonathan in die Tiefe; auch Shep kann ihren Herren nicht mehr retten. Als Shep zu neugierig wird, verabreicht Taylor ihr vergiftetes Futter; der erkrankte Hund wird aber von Indianern gefunden und gerettet.
Bei seiner Rückkehr ist Tommie verwirrt, warum Jonathan nicht da ist. Als Shep den Jungen an Jonathans Grab führt, versteht Tommie, was passiert ist. Bei einem Fluchtversuch stürzt Tommie vom Pferd und wird ohnmächtig. Taylor päppelt den Jungen auf und lügt ihm vor, Jonathans Tod sei ein Unfall gewesen. Dasselbe erzählt er auch Pilot Pete, als dieser erneut Jonathan besuchen will. Als Taylor behauptet, der Claim hätte nichts eingebracht, erkennt Tommie dessen Lügen, findet jedoch bei Pilot Pete keinen Glauben. Beim Versuch, Shep umzubringen, stürzt Taylor von einem Felsen in die Tiefe; kurz vor dem erneuten Schneefall finden Shep und Tommie wieder zueinander.

## Kritiken
„Eine jugendgerechte Abenteuergeschichte mit guter Fotografie; in manchen Szenen etwas zu sentimental.“